# Toàn cảnh Transylvania

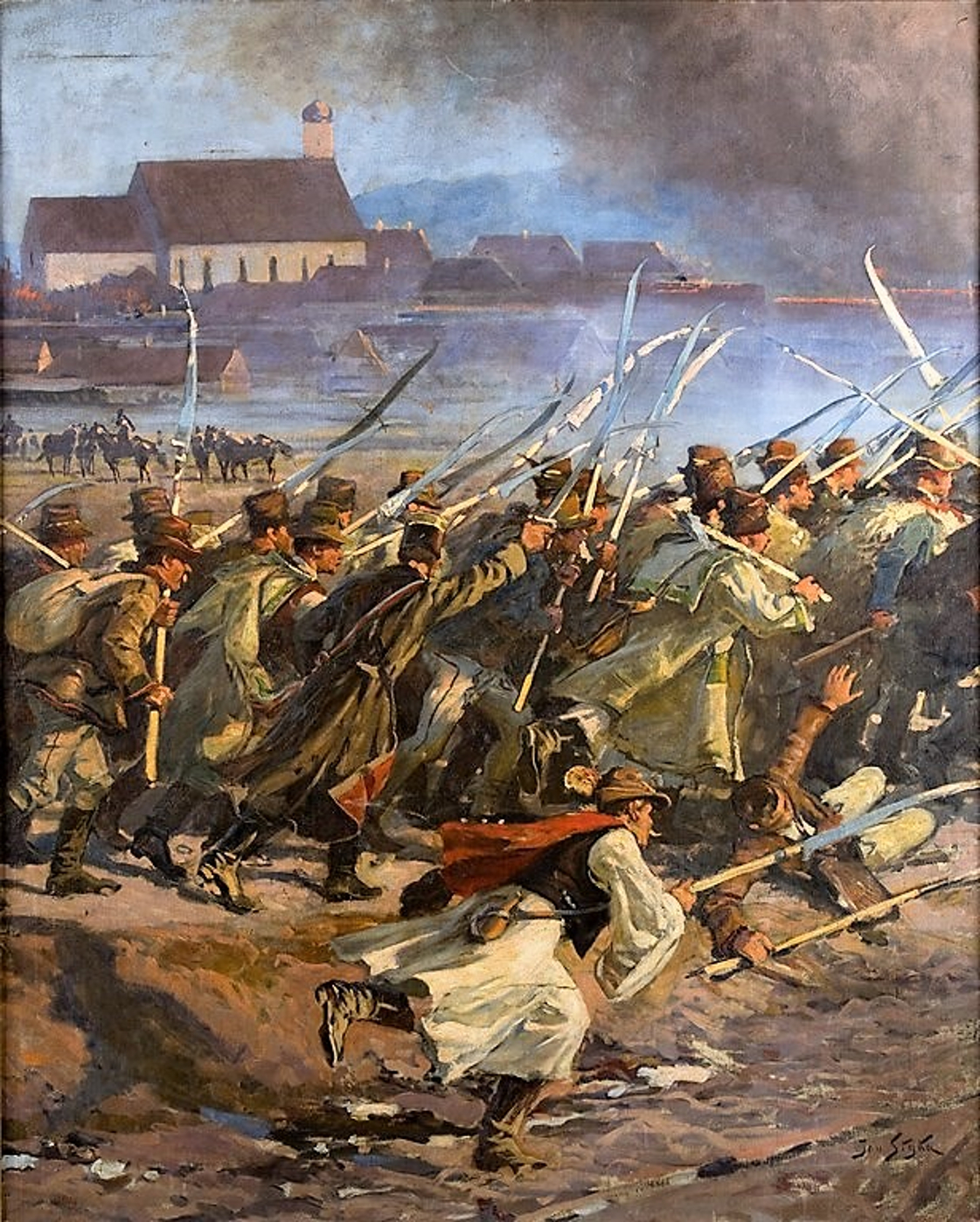
Mảnh vỡ của Toàn cảnh Transylvanian - Bảo tàng Tarnów

Toàn cảnh Transylvanian (tiếng Ba Lan: Panorama Siedmiogrodzka) tên khác là Bem và Petőfi, Bem in Transylvania, Battle of Segesvár/Schässburg - làng Fehéregyháza, có nghĩa là Giáo hội Trắng là một bức tranh toàn cảnh tượng đài (15 × 100 mét) miêu tả trận Nagyszeben, trong cuộc cách mạng Hungary năm 1848-49.

## Lịch sử
Ý tưởng này xuất phát từ những người Hungary muốn kỷ niệm 50 năm cuộc cách mạng 1848-49. Nó được vẽ bởi nhiều họa sĩ dưới sự chỉ đạo của Jan Styka trong nhà tròn Lwów (Lviv), nằm trong Công viên Stryjski, cùng nơi mà bức tranh toàn cảnh Racławice được vẽ. Dự án được hoàn thành vào tháng 9 năm 1897 bởi các họa sĩ của ba quốc gia:
- Hungary: Tihamér Margitay, Pál Vágó và Béla Spányi,
- Ba Lan: Tadeusz Popiel, Zygmunt Rozwadowski, Michał Gorstkin-Wywiórski,
- và họa sĩ người Đức Leopold Schönchen.

Bức tranh được triển lãm tại Lwow, Budapest và Warsaw. Nó đã bị cắt thành 100 mảnh nhưng chỉ có 31 trong số chúng tồn tại. Hai mươi mảnh hiện đang được đặt trong một vài bảo tàng Ba Lan ở Tarnów, Warsaw, Krosno và Łęczyca. 11 mảnh khác nằm trong bộ sưu tập tư nhân ở Ba Lan và nước ngoài.
Trận chiến Sibiu diễn ra vào ngày 11 tháng 3 năm 1849 giữa Quân đội Transylvanian của Hungary do tướng quân Ba Lan Józef Bem và liên minh quân đội Áo và Nga do Tướng Anton Puchner và Grigory Skariatin chỉ huy.